# Clyde (Automarke)

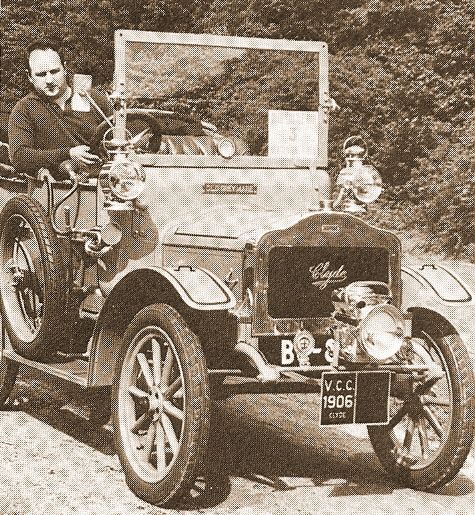
Clyde (1906)

Clyde war eine britische Automobilmarke, die 1902–1930 von G. H. Waite in Leicester hergestellt wurde.
In den Jahren zwischen der Jahrhundertwende und dem Ersten Weltkrieg entstanden sechs verschiedene Modelle der kleinen Fahrzeuge mit ein bis vier Zylindern.
Nach dem Krieg wurden drei Modelle wieder aufgelegt und – zumindest auf dem Papier – bis 1930 angeboten. Waite legte zu dieser Zeit jedoch das Hauptaugenmerk auf seine Zweiradproduktion.

## Modelle
| Modell   | Bauzeitraum | Zylinder | Hubraum       | Radstand     |
| -------- | ----------- | -------- | ------------- | ------------ |
| 6 hp     | 1902–1909   | 1        | 669 cm³       | 1829 mm      |
| 6 1/2 hp | 1902–1909   | 1        | 700 cm³       | 1829 mm      |
| 8/10 hp  | 1905–1909   | 2 Reihe  | 905 cm³       | 1981 mm      |
| 12/14 hp | 1906–1910   | 3 Reihe  | 1357 cm³      | 2083 mm      |
| 16/20 hp | 1906–1914   | 4 Reihe  | 1810 cm³      | 2515 mm      |
| 24/30 hp | 1906–1914   | 4 Reihe  | 4849 cm³      | 2515 mm      |
| 10 hp    | 1914–1930   | 4 Reihe  | 1368 cm³      | 2134–2591 mm |
| 10/12 hp | 1914–1930   | 4 Reihe  | 1496–1505 cm³ | 2134–2591 mm |
| 8/10 hp  | 1918–1930   | 2 Reihe  | 995–1003 cm³  | 2210–2286 mm |

## Quelle
- David Culshaw & Peter Horrobin: The Complete Catalogue of British Cars 1895–1975. Veloce Publishing plc. Dorchester (1999).  ISBN 1-874105-93-6